# Синицьке лісництво
Сини́цьке лісництво — структурний підрозділ Уманського лісового господарства Черкаського обласного управління лісового та мисливського господарства.
Офіс знаходиться в селі Синиця Уманського району Черкаської області.

## Лісовий фонд
Лісництво охоплює ліси західної частини Уманського району.
Сюди входить:
- Паланський ліс, Синицький ліс, Погрібний ліс, Гриценків ліс, Шпоньків ліс, урочище Услярки, Синицько-Паланське урочище, урочище Шелест.

## Об'єкти природно-заповідного фонду
У віданні лісництва перебувають:
- дендропарк «Дружба» — парк-пам'ятка садово-паркового мистецтва